# Ledinek
Ledinek este o localitate din comuna Sveta Ana, Slovenia, cu o populație de 210 locuitori.